# Hemiaclis ventrosa
Hemiaclis ventrosa is een slakkensoort uit de familie van de Eulimidae. De wetenschappelijke naam van de soort is voor het eerst geldig gepubliceerd in 1874 door Friele.